# Suatu, Cluj
Suatu (în maghiară Magyarszovát) este satul de reședință al comunei cu același nume din județul Cluj, Transilvania, România.

## Istoric
Pe Harta Iosefină a Transilvaniei din 1769-1773 (Sectio 142), localitatea a apărut sub numele de „F. Szóvát”.

## Monumente
- Biserica unitariană din Suatu, monument de arhitectură gotică din sec. al XIV-lea